# Kommunikationsverket
Kommunikationsverket, finska Viestintävirasto, var en statlig finsk myndighet som bevakade, kontrollerade och reglerade områdena post, tele, IT och radio i Finland. Verket uppgick 2019 i Transport- och kommunikationsverket.